# Pierre Robert
Pierre Robert es un queso francés elaborado a partir de leche pasteurizada de vaca, fabricado por la quesería Rouzaire. Debe su nombre a su creador, Robert Rouzaire y al nombre de un amigo suyo, Pierre.
Es un queso de triple cremosidad de pasta blanda, sabor suave y corteza enmohecida.